# Carl Gustaf Sparre
Carl Gustaf Sparre, född 1 juni 1688 på Ulvåsa, död 24 april 1741 i Stockholm, var en svensk friherre, militär, diplomat och riksråd. Han var son till Jakob Casimir Sparre (1661–1701) och Brita Leijonhufvud (1666–12) och gift med engelskan Elisabeth Derith (†1766), adoptivdotter till Carl Gyllenborg.

## Biografi
Sparre deltog, liksom sin tre bröder Abraham (dog vid Poltava), Lars och Bleckert (död vid Gadebusch), i Stora nordiska kriget och tillfångatogs i slaget vid Poltava 1709. Han löstes ur fångenskapen 1711 och blev major 1716, generaladjutant 1717, överste 1719, överste för Smålands kavalleriregemente 1729, kaptenlöjtnant för livdrabantkåren och generalmajor 1732. Samtidigt var han verksam som diplomat och utnämndes 1719 av drottning Ulrika Eleonora till envoyé i London och spelade en nyckelroll för Sveriges anslutning till Hannoveranska alliansen i vilken även Storbritannien och Frankrike ingick. Arvid Horn var pådrivande i beslutet som var ett led i dennes maktkamp mot det ryssvänliga holsteinska partiet.
Sparre hade ett frostigt förhållande till sin svärfar Carl Gyllenborg på grund av en arvstvist. Trots detta närmade han sig omkring 1734 Gyllenborg och hans anhängare i hattpartiet som var kritiska till Horns försiktiga utrikespolitik. För den engelska regeringen blev han misshaglig på grund av sina sympatier för den jakobitiska oppositionen och samtidigt var han i konflikt med den stridbare kyrkoherden i den svenska församlingen i London och sedermera biskopen Jacob Serenius.  År 1736 återvände han till Sverige och året efter utnämndes han till landshövding i Södermanlands län. Vid riksdagen 1738 framträdde han som en av Hattpartiets mest framträdande ledare och upphöjdes året därpå till riksråd. Som riksråd var Sparre en av de främsta förespråkarna för krigspolitiken mot Ryssland men dog ett halvår innan utbrottet av hattarnas misslyckade ryska krig.